# Thrixspermum gombakense
Thrixspermum gombakense är en orkidéart som beskrevs av Johannes Jacobus Smith. Thrixspermum gombakense ingår i släktet Thrixspermum och familjen orkidéer. Inga underarter finns listade i Catalogue of Life.